# Семиз-Бельский аильный округ
Семиз-Бельский аильный округ (аймак) — административная единица в Кочкорском районе Нарынской области Кыргызстана.
Код COATE — 41704 235 832 00 0

## Население
По данным переписи 2022 года, в аильном округе проживало 6 610 человек.

## Административное деление
В состав Семиз-Бельского аильного округа ныне входят населённые пункты:
- Кара-Тоо
- Арсы
- Семиз-Бель
- Чекилдек

## Известные уроженцы
- Асипа Темирова — старший чабан совхоза «Кочкорка» Кочкорского района Тянь-Шаньской области, Киргизская ССР. Герой Социалистического Труда (1957). Депутат Верховного Совета Киргизской ССР. Заслуженный животновод Киргизской ССР (1947).

## Примечание
1. ↑  Государственный классификатор система обозначений объектов административно-территориальных и территориальных единиц Кыргызской республики. Архивная копия от 18 марта 2018 на Wayback Machine — Бишкек: Национальный статистический комитет Кыргызской республики, 2017.
2. ↑  Численность населения областей, районов, городов,поселков городского типа, айылных аймаков и айылов (сел) Кыргызской Республики Архивная копия от 10 ноября 2021 на Wayback Machine (на 2022 год).